# 施廷普法赫
施廷普法赫是德国巴登-符腾堡州的一个市镇。总面积33.35平方公里，总人口2936人，其中男性1500人，女性1436人（2011年12月31日），人口密度88人/平方公里。